# Мор, Герман
Герман Мор (нем. Hermann Mohr; 9 октября 1830, Ниенштедт — 25 мая 1896, Филадельфия) — немецкий дирижёр, музыкальный педагог и композитор.

## Биография
Окончил учительский институт в Айслебене. С 1850 г. жил и работал в Берлине, преподавал в Луизенштадтской консерватории. В 1870—1889 гг. руководил собственной консерваторией, одновременно дирижировал несколькими мужскими хорами. В 1889 г. отправился в США, где преподавал в консерватории Рихарда Цеквера в Филадельфии.
Мору принадлежат преимущественно сочинения для мужского хора, в том числе кантата «Привет горняка» (нем. Bergmannsgruß), а также Весенняя симфония (1895), опера «Пророчество оракула» (нем. Der Orakelspruch), фортепианная и камерная музыка.